# Bosnien-Hercegovinas fodboldlandshold
Bosnien-Hercegovinas fodboldlandshold (bosnisk: Nogometna/Fudbalska reprezentacija Bosne i Hercegovine; kyrillisk alfabet: Ногометна/Фудбалска репрезентација Босне и Херцеговине) er det nationale fodboldhold i Bosnien-Hercegovina. Det bliver administreret af Bosnien-Hercegovinas Fodboldforbund. Holdet har deltaget i en slutrunde, VM 2014 i Brasilien, hvor holdet vandt over Iran, spillede godt op mod selveste Messi og Argentina, og I sidste kamp mod Nigeria fik et mål annulleret på kontroversiel vis. Til kvalifikationen til EM i fodbold 2012 endte man 1 point efter Frankrig i puljen og trak nok en gang Portugal som modstander i play-off kampene. 
Holdets foretrukne hjemmebane er Bilino Polje i Zenica men af og til spiller man også på Asim Ferhatović Hase i Sarajevo.

## Historie

### Før uafhængigheden
Fodbolden kom til landet i begyndelsen af det 20. århundrede. Den første by med et fodboldhold var Mostar (1903), og snart spredtes sporten til Sarajevo, Banja Luka, Tuzla, Zenica og Bihać. Landet var stadig under det østrig-ungarske styre da de første officielle mesterskaber fandt sted, i 1908. Det var dog langtfra en landsdækkende liga, men en masse små landområder med hver deres lille turnering.
Ved Første verdenskrigs udbrud eksisterede der omkring 20 fodboldklubber i landet, hvoraf fem havde sæde i hovedstaden Sarajevo. Efter 1918, hvor Kongeriget Jugoslavien blev dannet, indgik to af klubberne i den fælles jugoslaviske liga. Denne turnering eksisterede til 1939/1940.
Bosnien-Hercegovinas Fodboldforbund blev dannet i kølvandet på Anden verdenskrig og faldt under det overordnede jugoslaviske fodboldforbund. Med årene deltog en række hold i den bedste jugoslaviske liga: Željezničar, FK Sarajevo, Velež Mostar, Sloboda, Čelik, Borac Banja Luka og Iskra. FK Sarajevo vandt mesterskabet i 1967 og 1986. For Željezničar lykkedes det i 1972, hvor arbejderklubben fra Sarajevo sluttede hele 10 point foran Røde Stjerne Beograd, i et selskab der foruden andre klubber fra Bosnien-Hercegovina talte hold som Partizan Beograd, Vojvodina Novi Sad, OFK Beograd, Dinamo Zagreb, Hajduk Split, Olimpija Ljubljana og Vardar Skoplje. Velež blev vinder af "Marskal Titos cup" (serbo-kroatisk: Kup Maršala Tita) i 1981, og den jugoslaviske pokalturnering i 1986, hvilket også lykkedes for Borac i 1988.
Republikken Bosnien-Hercegovina spillede også internationale venskabskampe. Den første fandt sted i 1955, hvor man på FK Sarajevos hjemmebane, Koševo, vandt med 6-0 over Kina.

### Krigen i Bosnien-Hercegovina og de tidlige år
Under Krigen i Bosnien-Hercegovina sammentømrede man et hold bestående af spillere fra landet til opvisningskampe mod KRC Genk og FC Kaiserslautern. Holdet blev døbt "Bosnien-Hercegovinas Humanitære Stjerner", og kampene blev spillet "på udebane", i 1992 og 1993. Dermed kom Blaž Slišković i historiebøgerne som den første anfører for landsholdet. I juni 1993 mødte holdet for første gang et andet landshold, da man i Tehran slog Iran med 3-1. Bosnien-Hercegovinas landshold var dog endnu ikke blevet medlem af FIFA hvorfor resultatet aldrig blev registreret.
Den første officielle landskamp fandt sted d. 30. November 1995, kun ni dage efter at Daytonaftalen havde sat en stopper for krigen. FIFA havde givet en særlig tilladelse til at landsholdet kunne spille denne ene kamp som medlem. Kampen blev spillet i Tirana, Albanien, og hjemmeholdet vandt med 2-0. Alt det nødvendige udstyr var blevet lånt til lejligheden. 
I Juli 1996 blev Bosnien-Hercegovina et fuldgyldigt medlem af FIFA. Dermed blev landet det første i nyere tid til at blive medlem af fodboldforbundenes verdensorganisation, FIFA, før det var blevet medlem af kontinentets sammenslutning af fodboldforbund, UEFA.

### Kvalifikation til VM i 1998
Bosnien-Hercegovinas første forsøg på at komme til VM i fodbold var i 1996 og 1997, hvor holdet var havnet i pulje med Grækenland, Danmark, og to andre tidligere jugoslaviske republikker, Kroatien og Slovenien. Landet endte som nummer fire i gruppen, efter to sejre mod Slovenien og en 3-0 hjemmebanesejr over Danmark. På grund af gnidninger mellem de to nabolande, blev Bosnien-Hercegovinas hjemmebanekamp mod Kroatien spillet på Stadio Renato Dall'Ara i Bologna.

### Kvalifikation til EM i 2004
I de følgende kvalifikationsturneringer kom bosnierne heller ikke nærmere hverken EM- eller VM-slutrunder, før holdet igen var i en gruppe med Danmark i kvalifikationen til EM i fodbold 2004. Efter at man blandt andet slog Danmark 2-0 i København var man i det omvendte opgør i Sarajevo kun én scoring fra at kvalificere sig direkte til EM. Det blev dog ved 1-1 og holdet endte på en fjerdeplads i puljen.

### Kvalifikation til VM i 2006
I kvalifikationsrunden til VM i fodbold 2006 havde holdet igen nogle fine præstationer bl.a. i form af to uafgjorte mod Spanien og en sejr over Belgien, men skuffede med en uafgjort hjemme mod Litauen. Det var imidlertid de to kampe mod Serbien og Montenegro der stjal overskrifterne. Som det er tilfældet med alle kampe hvor to tidligere jugoslaviske republikker står overfor hinanden, var der også i dette tilfælde en masse national stolthed på spil. Om end der var taget særlige forholdsregler i forbindelse med begge kampe, skete urolighederne alligevel og UEFA straffede begge forbund. Bosnien-Hercegovina endte på en tredjeplads i gruppen – fire point efter Spanien. 

### Kvalifikation til VM i 2010 – en playoff-plads
Under kvalifikationen til VM i 2010 sluttede Bosnien for første gang på andenpladsen i en kval-pulje, og blev i playoff-kampene trukket ud til at møde Portugal over to kampe for en plads i slutrunden i Sydafrika. Portugiserne vandt dog begge kampe med 1-0.

### Kvalifikation til EM i 2012
I 2011 opnåede holdet en play-off plads for anden gang i træk, denne gang i kvalifikationsrunden til EM i 2012. Førstepladsen var indenfor rækkevidde i den sidste puljekamp, på Stade de France mod Frankrig, hvor Samir Nasri udlignede til 1-1 på straffespark et kvarter før slutfløjtet. Modstanderen i kval-kampen var endnu en gang Portugal. Efter en målløs affære på hjemmebane løb holdet ind i et nederlag på 6-2 på Estádio da Luz i Lissabon. Det høje nederlag skyldes til dels udvisningen af Lazios Senad Lulić.

## Nuværende trup
Spillere indkaldt til EM playoff kampene mod Irland
Målmand:
Asmir Begović (Chelsea F.C.);
Ibrahim Šehić (Qarabağ FK);
Jasmin Burić (Lech Poznań); 
Forsvar:
Toni Šunjić (VfB Stuttgart);
Ognjen Vranješ (Gaziantepspor);
Emir Spahić (Sevilla);
Mensur Mujdža (SC Freiburg)
Ermin Bičakčić (TSG 1899 Hoffenheim);
Ervin Zukanović (U.C. Sampdoria);
Sead Kolašinac (FC Schalke 04);
Edin Cocalić (KV Mechelen);
Midtbane:
Muhamed Bešić (EverTon F.C.);
Miralem Pjanić (Roma);
Edin Višća (İstanbul Başakşehir F.K.);
Izet Hajrović (SD Eibar);
Anel Hadžić (SK Sturm Graz);
Sejad Salihović (Guizhou Renhe F.C.);
Senad Lulić (Lazio);
Haris Medunjanin (Deportivo La Coruña);
Tino-Sven Sušić (HNK Hajduk Split);
Srđan Grahovac (SK Rapid Wien);
Angreb:
Edin Džeko *Anfører* (AS Roma);
Vedad Ibišević (Hertha BSC);
Milan Đurić (A.C. Cesena);
Armin Hodžić (GNK Dinamo Zagreb);

### Indkaldt til landsholdet indenfor det sidste år
Målmand:
Asmir Begovic (Stoke City)
Kenan Hasagić (İstanbul BB);

Forsvar:
Adnan Mravac (Mattersburg);
Muhamed Bešić (Hamburger SV);
Muhamed Subašić (Dynamo Dresden);
Midtbane:
Rade Krunić (Empoli F.C.)
Semir Štilić (APOEL FC)
Stojan Vranješ (Legia Warsaw)
Mario Vrančić (SV Darmstadt 98)
Gojko Cimirot (PAOK FC)
Zoran Kvržić (Spezia Calcio)
Sanjin Prcić (Torino F.C.)
Goran Zakarić (HŠK Zrinjski Mostar)
Angreb:
Riad Bajić (Konyaspor);
Ermin Zec (Gabala FK)